# Poștă

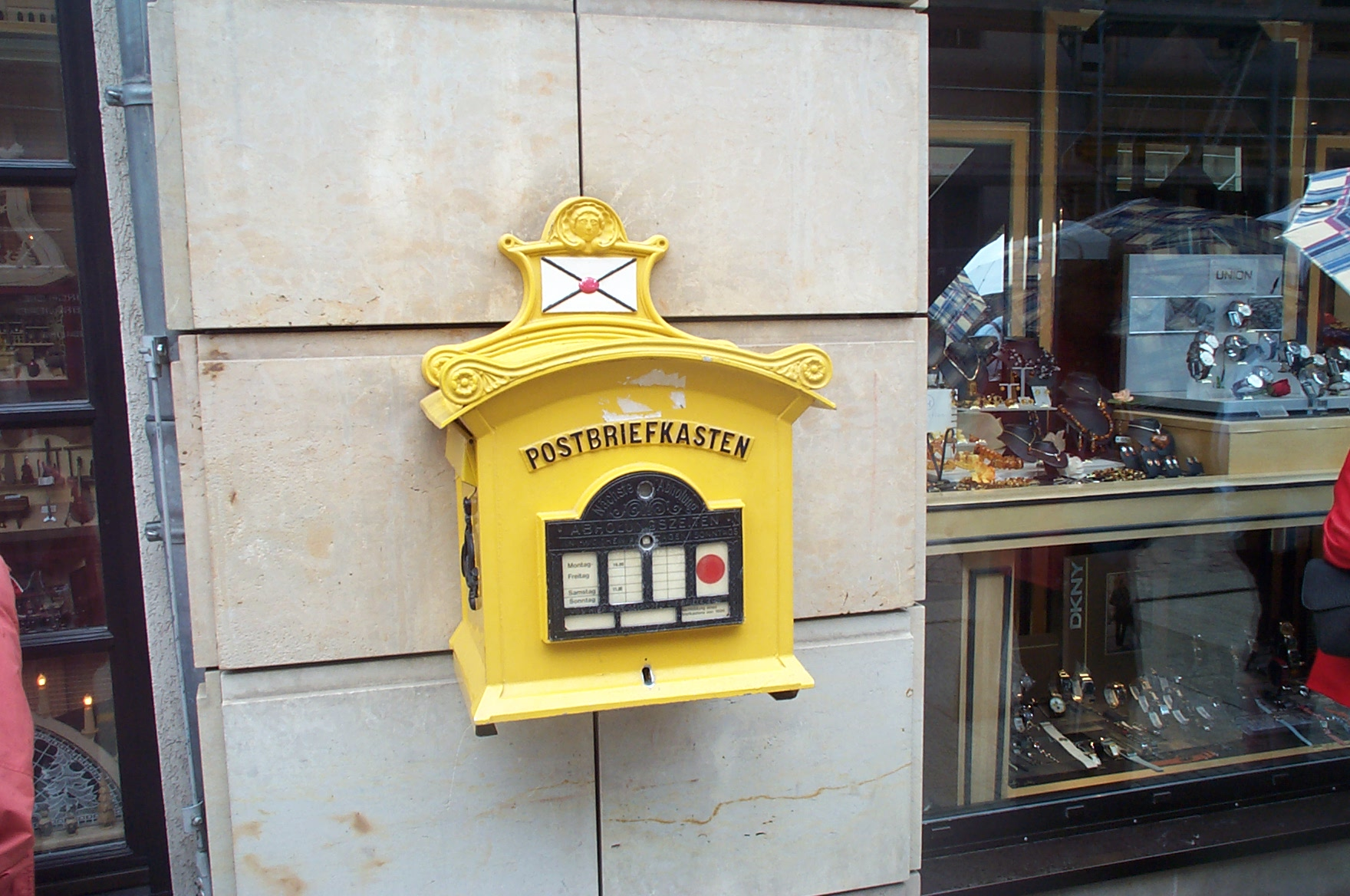
Căsuţă poştală

Poșta este o instituție publică prin intermediul căreia se poate livra la o destinație națională (internă) sau internațională, scrisori, documente scrise (de obicei inchise în plicuri), pachete și sume de bani. Poșta asigură primirea, transportul și distribuirea corespunzătoare a trimiterilor.
Serviciile poștale sunt de două feluri: de stat sau private. În cele mai multe țări există anumite restricții impuse serviciilor poștale private ce acționează public. Din secolul al XIX-lea, sistemele naționale poștale sunt în general monopol de stat, existând taxe plătite la trimitere, precum este cazul timbrelor. Monopolul statului se poate extinde sau nu și asupra trimiterilor de colete sau în domeniul curieratului rapid. 
De cele mai multe ori, sistemul poștal are și alte funcții în afara trimiterilor de scrisori. Unele companii poștale își extind autoritatea și asupra sistemului telefonic sau telegrafic. În unele țări, sistemul poștal permite și efectuarea diverselor operațiuni bancare.

## Din istoria poștei
Termenul poșta provine din limba latină Statio posita in ..., ce însemna Stația amplasată (poziționată) în ...
Pe la mijlocul secolului al 18-lea, au fost amenajate din 20 în 20 de kilometri un fel de adăposturi cu două-trei odăi pentru odihna vizitiului și a călătorilor.
Aceste adăposturi, botezate cam pretențios „hanuri de poștă", mai serveau și la schimbarea cailor, având mereu pregătite în grajduri două perechi de cai.
Din acele vremuri a intrat în vocabular unitatea de măsură numită poștă, ce desemna un drum de aproximativ 20 de kilometri.

### Roma Antică
Primul serviciu poștal, bine documentat, este cel din Roma Antică. Organizat pe timpul împăratului Augustus Caesar (62 î.Hr.–14 d.Hr.) era destinat exclusiv corespondenței guvernamentale. Serviciile pentru cetățeni au fost suplimentate mai târziu.
Un rol important în dezvoltarea serviciilor poștale l-a jucat rețeaua de drumuri din Roma. Având ca destinație principală facilitarea deplasării cât mai rapide a armatelor și având o structură bine dezvoltată, drumurile Romei asigurau și transportul de mărfuri și corespondență. Pornind de la dictonul „Toate drumurile duc la Roma” ajungem la originea „kilometrului zero” - o coloană de bronz aurită, pe care erau marcate capitalele provinciile romane (vezi Milliarium Aureum).
În acele timpuri, poșta avea denumirea de  cursus publicus (poșta guvernamentală) și era subordonată nemijlocit împăratului. Transportarea corespondenței terestre era asigurată cu ajutorul cailor, iar pe mare - cu cel al corăbiilor. În localitățile mari erau amplasate stații poștale (mansiones, mai târziu stationes), care asigurau odihna și înnoptarea călătorilor. Aceste stații erau amplasate, de obicei, la cale de o zi. Între aceste stații (cale de o poștă, 7 - 14 km)  erau amplasate 6-8 stații mai mici (mutationes), unde erau schimbați caii.

## Lista serviciilor naționale de poștă
- An Post Irlanda
- Australia Post Australia
- Canada Post Canada
- China Post, 中国邮政 Republica Populară Chineză
- Chunghwa Post, 中華郵政 Taiwan (Republica Chineză)
- Deutsche Post Germania
- Suomen Posti Finlanda
- Hongkong Post Hong Kong
- Indian Postal Service India
- La Poste Franța
- Magyar Posta Ungaria
- Poșta Moldovei Moldova
- New Zealand Post Noua Zeelandă
- Post Danmark Danemarca
- Poste Italiane Italia
- Poșta Română România
- TPG Post, Olanda
- De Post, La Poste, Die Post sau The Post Belgia
- Royal Mail Anglia
- United States Postal Service SUA
- Japan Post Japonia
- Indonesian Post - Pos Indonesia Indonezia
- Sveriges Post- och Telestyrelse Suedia